# Marnix Vervinck
Marnix Vervinck (Beernem, 9 de agosto de 1959) es un deportista belga que compitió en tiro con arco, en la modalidad de arco recurvo.
Ganó tres medallas de bronce en el Campeonato Mundial de Tiro con Arco al Aire Libre, en los años 1979 y 1983, tres medallas en el Campeonato Europeo de Tiro con Arco al Aire Libre, en los años 1980 y 1982, y una medalla de bronce en el Campeonato Europeo de Tiro con Arco en Sala de 1987.
Participó en los Juegos Olímpicos de Los Ángeles 1984, ocupando el séptimo lugar en la prueba individual.

## Palmarés internacional
| Campeonato Mundial al Aire Libre | Campeonato Mundial al Aire Libre | Campeonato Mundial al Aire Libre | Campeonato Mundial al Aire Libre |
| Año                              | Lugar                            | Medalla                          | Prueba                           |
| -------------------------------- | -------------------------------- | -------------------------------- | -------------------------------- |
| 1979                             | Berlín Occidental (RFA)          | Medalla de bronce                | Equipo                           |
| 1983                             | Los Ángeles (Estados Unidos)     | Medalla de bronce                | Individual                       |
| 1983                             | Los Ángeles (Estados Unidos)     | Medalla de bronce                | Equipo                           |
| Campeonato Europeo al Aire Libre |                                  |                                  |                                  |
| Año                              | Lugar                            | Medalla                          | Prueba                           |
| 1980                             | Compiègne (Francia)              | Medalla de oro                   | Individual                       |
| 1980                             | Compiègne (Francia)              | Medalla de bronce                | Equipo                           |
| 1982                             | Kecskemét (Hungría)              | Medalla de oro                   | Equipo                           |
| Campeonato Europeo en Sala       |                                  |                                  |                                  |
| Año                              | Lugar                            | Medalla                          | Prueba                           |
| 1987                             | París (Francia)                  | Medalla de bronce                | Equipo                           |